# پرتسموث (نیوهمپشایر)
پرتسموث (به انگلیسی: Portsmouth) شهری در ایالت نیوهمپشایر کشور ایالات متحده آمریکا است که جمعیت آن در سرشماری سال ۲۰۱۰ میلادی، ۲۰٬۷۷۹ نفر بوده‌است.

## نگارخانه

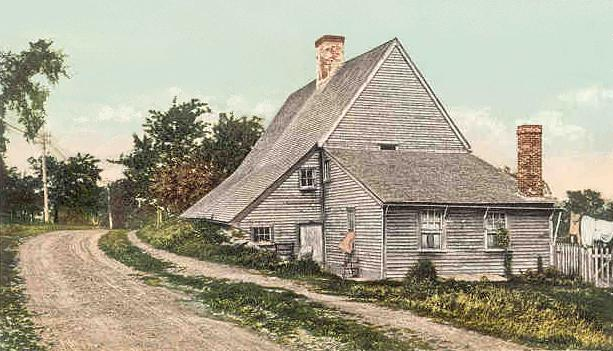
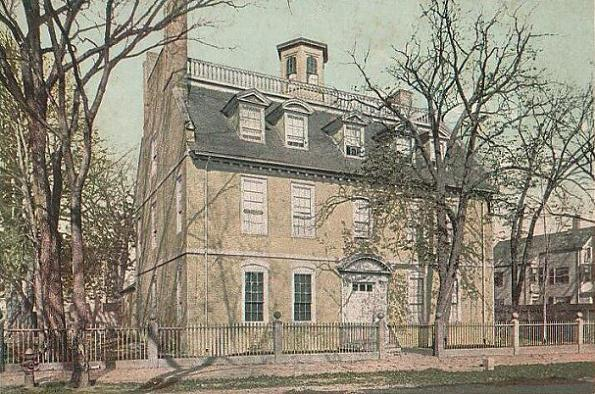
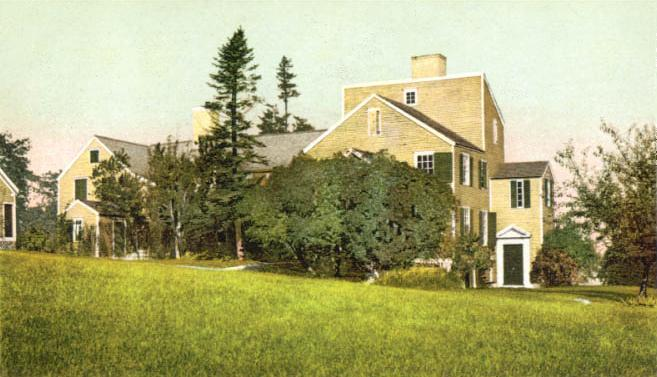
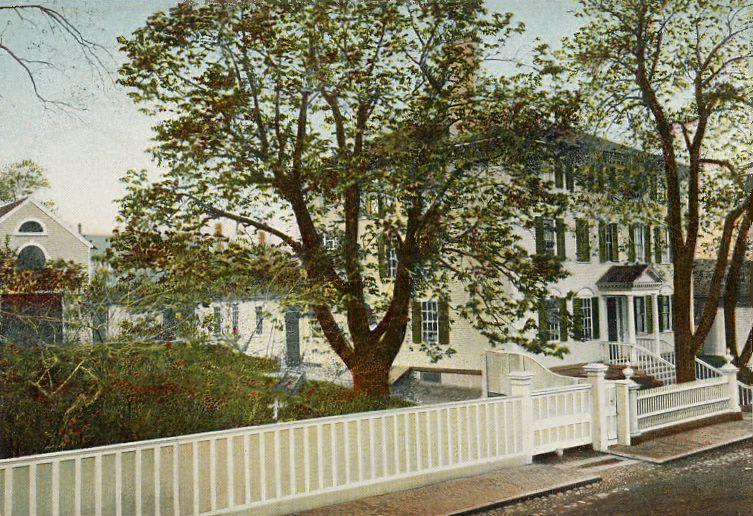
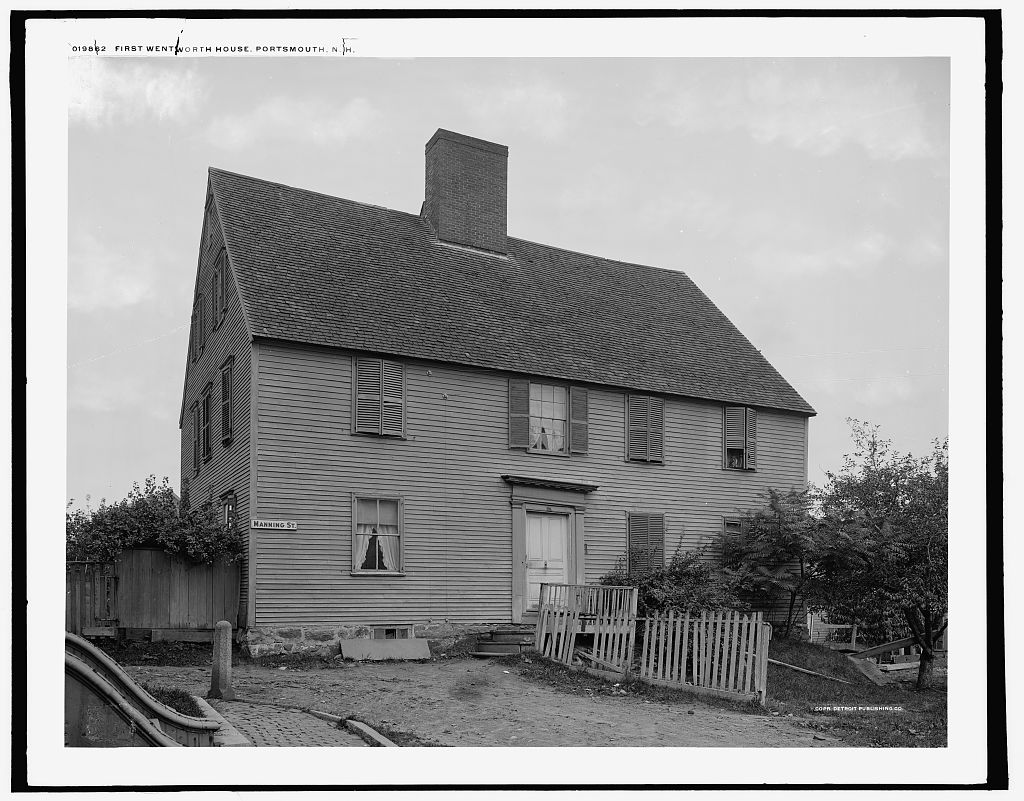